# Samsung Galaxy Fame
Samsung Galaxy Fame - бюджетный смартфон от Samsung Electronics, выпущенный в феврале 2013 года.
Как и все другие смартфоны Samsung Galaxy, Galaxy Fame работает под управлением Android . Телефон оснащен 3,5-дюймовым HVGA. LCD экраном.
В зависимости от модели, телефон может иметь варианты с возможностями dual - SIM или NFC. Многие пользователи считают возможности устройства базовыми, рассматривая его как смартфон бюджетного класса для пользователей, которым не нужна некоторая функциональность более дорогих устройств Galaxy.

## Спецификации
Galaxy Fame оснащен ARM Cortex-A9 с частотой 1 Гц одноядерным процессором. Он имеет 4 ГБ встроенной памяти и поддерживает карты microSD объемом до 64 ГБ. Устройство оснащено акселерометром, предназначенным для преобразования естественных жестов в команды телефона; например, если телефон звонит и пользователь переворачивает его лицевой стороной вниз, и он отключит звук входящего вызова. Он также оснащен встроенным чипом NFC и S-Beam на некоторых моделях, что обычно встречается только на высококлассных устройствах Galaxy.

## Варианты

### NFC модель - GT-S6810P
GT-S6810P - это NFC-вариант Galaxy Fame.

### Dual SIM модели - GT-S6812/GT-S6812C/GT-S6812i
GT-S6812 - это вариант Galaxy Fame с двумя SIM-картами. Также была выпущена модель для China Unicom (GT-S6812C).

### Fame Lite S6790
Эта версия оснащена 850 МГц одноядерным процессор и 3 мегапиксельной камера. .

## Смотрите также
- Samsung Galaxy Ace
- Samsung Galaxy Young 2